# Петрово-Хутарь
Петро́во-Ху́тарь — село в Черемисиновском районе Курской области России, административный центр сельского поселения «Петровский сельсовет». глава муниципально образования — Руденский Александр Алексеевич.
Село расположено к северо-востоку от центра района — посёлка Черемисиново и западнее села Старые Савины. В селе есть пруд. Петрово-Хутарь находится на высоте 210 м над уровнем моря.

## История
О раннем заселении здешних мест свидетельствуют два кургана эпохи бронзы, расположенные близ села.
В 1913 году в селе (тогда оно относилось к Щигровскому уезду Курской губернии) была открыта земская школа.
С 14 мая 1928 года в Центрально-Чернозёмной области, а с 16 июля 1928 года в составе Курского округа Центрально-Чернозёмной области, а с 30 июля 1928 года в составе Черемисиновского района. С 1934 года — в составе вновь образованной Курской области.
С осени 1941 года по лето 1942 года здесь удерживала фронт 87-я стрелковая дивизия (в январе 1942 года дивизия за мужество и героизм, проявленные в боях, была удостоена названия гвардейской — 13-я гвардейская дивизия). В феврале 1942 года она занимала оборону по рубежу Новые Савины — Безобразово — Петровка — Черемисиново — Красная Поляна. После войны в селе находилась братская могила советских воинов, а в 1952 году было произведено перезахоронение останков в посёлке Черемисиново.
В 2000 году, 6 июня, постановлением Курской областной думы № 591 на территории села Петрово-Хутарь было образовано муниципальное образование «Петровский сельсовет», а само село было исключено из черты муниципального образования «посёлок Черемисиново».
В 2007 году ОАО «Курскэнерго» в селе установило уличное освещение в соответствии с программой «Свет селу».

## Население
| 2002 | 2010 | 2012 | 2013 | 2014 | 2015 | 2016 |
| ---- | ---- | ---- | ---- | ---- | ---- | ---- |
| 387  | ↘334 | ↘326 | ↘322 | ↘316 | →316 | ↗333 |
| 2017 | 2018 | 2019 | 2020 | 2021 |      |      |
| ↗353 | ↗359 | ↘352 | ↘344 | ↘264 |      |      |

## Экономика
- СХПК «КРАСНАЯ ЗАРЯ», с 2002 года свинокомплекс входил в ООО «Магнитный+»[24];
- ООО «ЗАРЯ»[25];
- ООО «ИЗУМРУД».

## Образование, здравоохранение и культура
В селе есть муниципальная «Петровская начальная общеобразовательная школа» с 2007 года образовательная учреждение типа «Начальная школа — детский сад», есть также Петровская сельская библиотека-филиал № 10 ОГУК «Черемисиновская центральная библиотека», Петровский фельдшерско-акушерский пункт (Петровский медицинский пункт) и муниципальное учреждение культуры «Петровский сельский Дом культуры».

## Люди, связанные с селом
- Григорий Иванович Сапрыкин — почётный гражданин города Норильск, первый буровой мастер Норильска, родился в Петрово в 1910 году[30].

## Транспорт
Село соединено автодорогой с райцентром — посёлком Черемисиново, там же находится железнодорожная станция Черемисиново, также на сходном расстоянии от села есть остановочный пункт пригородных поездов — Головинка.